# 通天河站
通天河站位于中国西藏自治区那曲市安多县雁石坪镇，海拔4598米，于2006年7月1日启用。位于尕尔曲沿（尕尔曲汇入布曲处），旧称“通天河沿”。該站为青藏铁路的无人駐守车站，由青藏铁路集团公司營運。附近景點有尕尔曲、布曲、通天河公路桥。

## 使用情况
通天河站是青藏铁路的无人站，有14列旅客列车经过此站，主要为拉萨到发的各类旅客列车。

## 始发车次
目前通天河站未有任何始发车次。

## 历史
- 2006年7月1日：通天河站建成启用。